# Curtis Cate
Curtis Wilson Cate, né le 22 mai 1924 à Neuilly-sur-Seine et mort le 15 novembre 2006 à Nanterre, est un écrivain et journaliste français d'origine américaine.
Fils d'un Américain volontaire pour conduire un camion de munitions pour l'armée française pendant la Grande Guerre de 14-18, il a servi lui-même en Europe dans l'armée américaine lors de la seconde guerre mondiale.
Il était diplômé d'histoire (Harvard), de Russe (École des langues Orientales), de philosophie et économie politique (Oxford).
Journaliste et écrivain, il a écrit notamment un ouvrage sur la crise de Berlin de 1961 (La souricière), un sur la campagne de Russie (1812 : le duels des deux Empereurs). Il est aussi l'auteur de différentes biographies : Antoine de Saint-Exupéry (Saint-Exupéry, 1973), George Sand (1975), André Malraux (1994), Friedrich Nietzsche (2002).